# CAPS (tampon)
Pour les articles homonymes, voir CAPS.
Le CAPS, ou acide N-cyclohexyl-3-aminopropanesulfonique est un acide sulfonique couramment employé comme tampon en biochimie, comme ses analogues CAPSO (acide N-cyclohexyl-2-hydroxyl-3-aminopropanesulfonique) et CHES (acide N-cyclohexyl-2-aminoéthanesulfonique). Il est utilisé pour maintenir le pH entre 9,7 et 11,1.